# گلت (ایلینوی)
گلت (به انگلیسی: Galt) یک منطقهٔ مسکونی در ایالات متحده آمریکا است که در شهرستان وایتساید، ایلینوی واقع شده‌است. گلت ۱۹۵٫۰۷ متر بالاتر از سطح دریا واقع شده‌است.